# Чилтърн (община)
Община Чилтърн (на английски: Chiltern District) е една от петте административни единици в област (графство) Бъкингамшър, регион Югоизточна Англия. Населението на общината към 2010 година е 91 400 жители разпределени в множество селища на площ от 196.35 квадратни километра. Административен център е град Амършам.

## География
Община Чилтърн е разположена в югоизточната част на графство Бъкингамшър по границата с графство Хартфордшър. Само на няколко километра в югоизточна посока, започват крайните части на метрополиса Голям Лондон.
По-големи населени места на територията на общината:
| селище              | на английски      | население (2001) |
| ------------------- | ----------------- | ---------------- |
| Амършам             | Amersham          | 21 470           |
| Чесъм               | Chesham           | 20 357           |
| Чалфонт Сейнт Питър | Chalfont St Giles | 12 937           |
| Чалфонт Сейнт Джилс | Chalfont St Giles | 4710             |
| Пен                 | Penn              | 3779             |

## Население
Изменение на населението за период от три десетилетия 1981-2010 година:
| година    | 1981   | 1991   | 2001   | 2010   |
| --------- | ------ | ------ | ------ | ------ |
| население | 90 600 | 89 400 | 89 200 | 91 400 |